# Dragó barbut central
El dragó barbut central (Pogona vitticeps) és una espècie de rèptil de la família dels agàmids originari de les regions desèrtiques i semidesèrtiques d'Austràlia. És diürn, omnívor i terrestre semiarborícola. Actualment és comercialitzat com a mascota exòtica en diversos llocs del món. Rep aquest nom pel replegament de pell, amb escates punxegudes que té sota la gola. També té el cos recobert d'espines.

## Distribució
Presenta una àmplia àrea de distribució de l'est i el centre d'Austràlia fins al nord-oest de Victòria. Tot i que habita en les regions australianes més seques i àrides, passa la majoria del seu temps en hàbitats i camps, ja que pot habita tant en les zones desèrtiques i rocoses com en boscos poc densos. En aquests hàbitats hi ha poca aigua i humitat, per la qual cosa està adaptat a sobreviure en condicions no fàcils. És una espècie comuna en bona part de la seva àrea de distribució.

## Filogènia
El cariotip de dragó barbut central consisteix en 6 parells de macrocromosomes i 10 parells de microcromosomes, entre els quals s'inclouen els cromosomes sexuals. El seu genoma ha estat recentment seqüenciat i inclòs en 545,310 scaffolds.

## Característiques

### Morfologia
El dragó barbut central sol pesar entre 250 i 510 g i sol mesurar entre 40 i 45 cm, existint una diferència de mida entre els dos sexes. El mascle adult arriba a 60 cm, però la femella només a 40cm. Cal destacar però que la meitat de la seva llargada es correspon en ambdós casos a la cua.

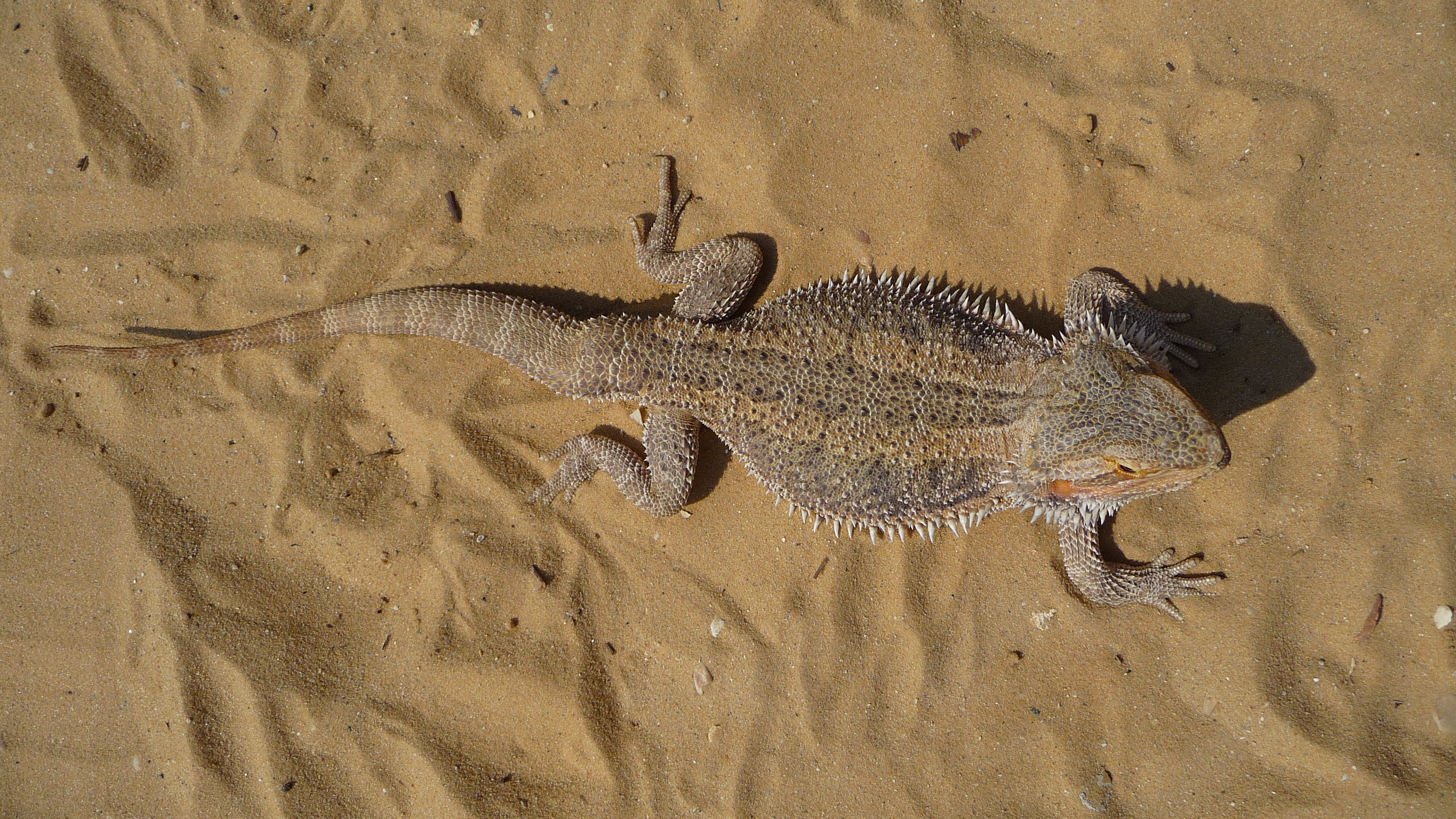
Espines laterals dels dragó barbut central

És un animal corpulent, amb un cos robust i aplanat. Les seves extremitats són curtes i robustes, els dits són allargats i acabats amb ungles pronunciades. Presenta un cap gran i la seva principal característica és la seva barba extensible amb espines, d'on prové el seu nom. Aquestes espines es troben presents a diferents parts del cos, especialment als laterals i al maxil·lar inferior.

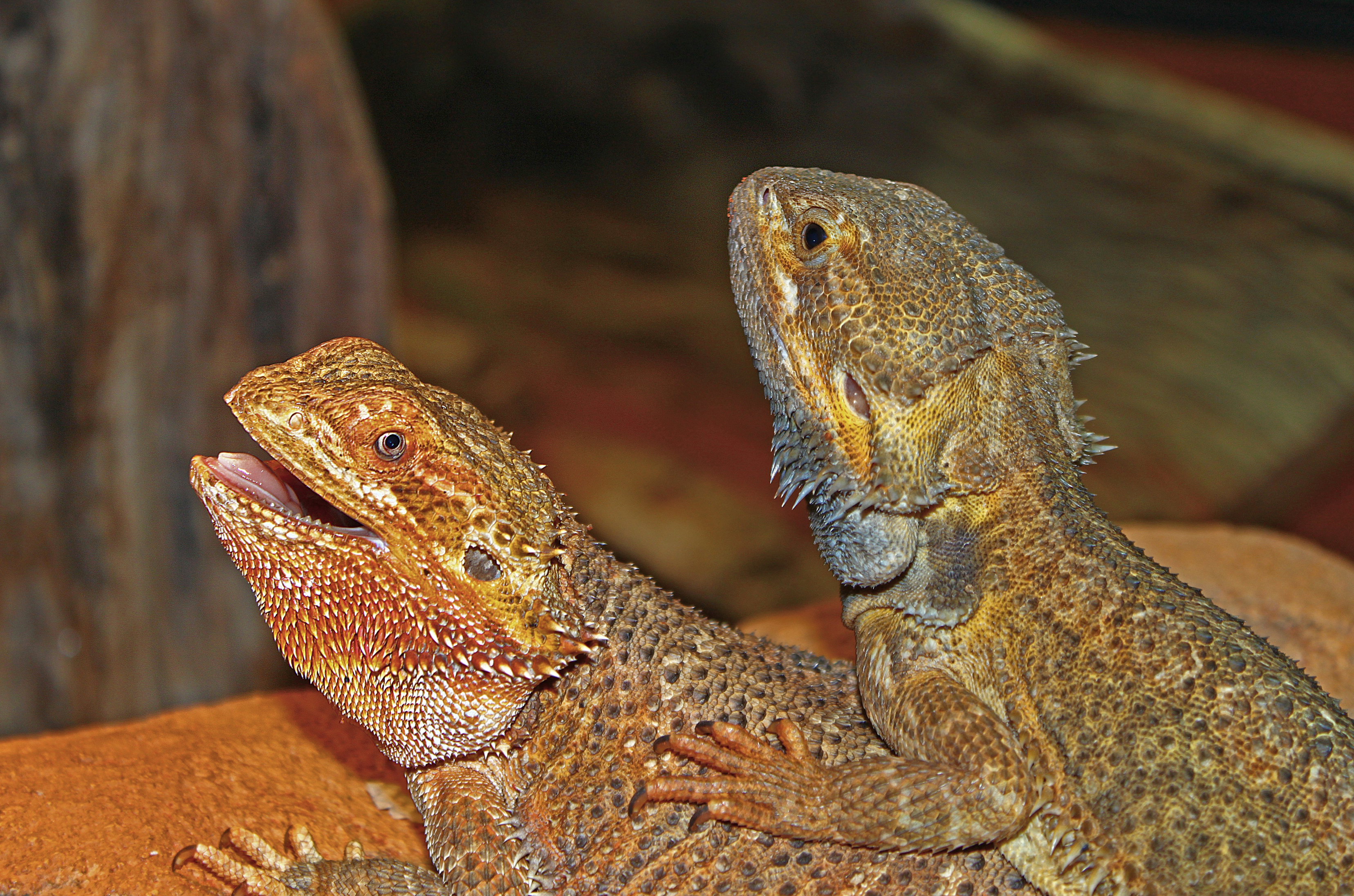
Exemples de diferents colors de P. vitticeps.

Una altra característica pròpia és la varietat dels tons de colors. El seu està recobert d'escates de diferents mides i colors, entre els quals s'inclouen: marronós, grisós, rogenc, ataronjat, groguenc o verdós, entre d'altres. Poden variar lleugerament aquestes coloracions per regular la seva temperatura corporal i per comunicar-se amb altres membres de la seva espècie. Solen viure entre 5 i 12 anys.

#### Dimorfisme sexual
Existeixen certes diferències entre els mascles i les femelles adultes, però és difícil de determinar el sexe en les cries a ull fins que no arriben a la pubertat. Els mascles adulta són més grans com s'ha esmentat abans, tenen el cap més robust i una "barba" més pronunciada. Als tres mesos, els mascles solen tenir desenvolupats els sacs hemipenals, els quals es poden observar en forma de protuberàncies en la part inferior de l'arrel de la cua.

### Reproducció

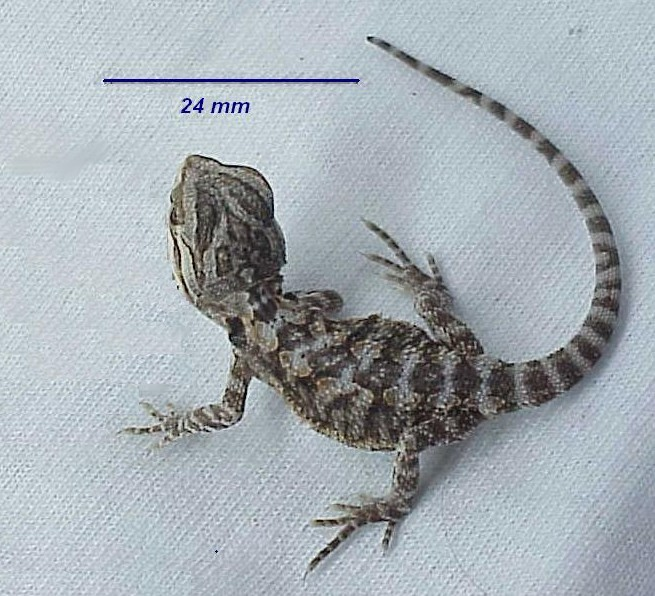
Cria de dragó barbut central

No està del tot determinat quan arriba a la maduresa sexual, però és quan tenen entre un i dos anys. La mida del cos i les ratlles són importants a l'hora de determinar la maduresa sexual. Els mascles es tornen agressius davant un altre mascle i fan saber el seu domini inflant les seves barbes i fent moure el cap ràpidament. La cria es dona principalment al començament de la primavera. La femella posa d'entre 11 a 30 ous amb forma oblonga en un niu poc profund cobert per sorra. Després de la posta, els ous són abandonats. Eclosionen al cap de 60-80 dies, depenent de la temperatura d'incubació. La femella és capaç de guardar l'esperma i, per tant, pot realitzar diverses postes després de l'últim contacte amb un mascle.
El seguici implica un seguit de moviments amb el cap pel part del mascle per mostrar la dominació. Si la femella mostra un comportament de submissió, el mascle farà ús de la seva boca per agafar la part posterior del cap de la femella i envoltarà les seves potes davanteres al voltant del tors superior de la femella per evitar que es mogui. La còpula i la inseminació són ràpids. El període de gestació mitjana és d'un mes i mig.

## Comportament
En captivitat, li encanta estar posicionat en un lloc de molt pas per tal de distreure's. És un animal molt dòcil que es deixa agafar fàcilment. Té una gran varietat d'expressions corporals que l'ajuda a comunicar-se amb els individus de la mateixa espècie. No obstant, és una espècie solitària que rarament es veu en grups.